# Elafonisos
Elafonisos (griechisch Ελαφόνησος [ɛlaˈfɔnisɔs] (f. sg.) ‚Hirschinsel‘) ist eine kleine Insel zwischen dem Peloponnes und der griechischen Insel Kythira. Aufgrund ihrer Lage im Ionischen Meer wird sie zu den Ionischen Inseln gerechnet. Die Fläche der Insel beträgt etwa 19 km², höchste Erhebung ist der Vardia mit 276 m ü. d. M. Sie ist etwa 570 m vom Ort Pavlopetri auf dem Peloponnes entfernt. Zusammen mit einigen kleinen umliegenden Inselchen und einem rund 3 km² fassenden Küstenstreifen am gegenüber liegenden Festland bildet sie die Gemeinde Elafonisos in der Region Peloponnes. Die Gemeinde besteht aus dem Hauptort Elafonisos (816) und den Siedlungen Kapari (37 Einwohner im Jahr 2011), Kato Nisi (156), Lefki (15) und Pounda (17) auf dem Festland.

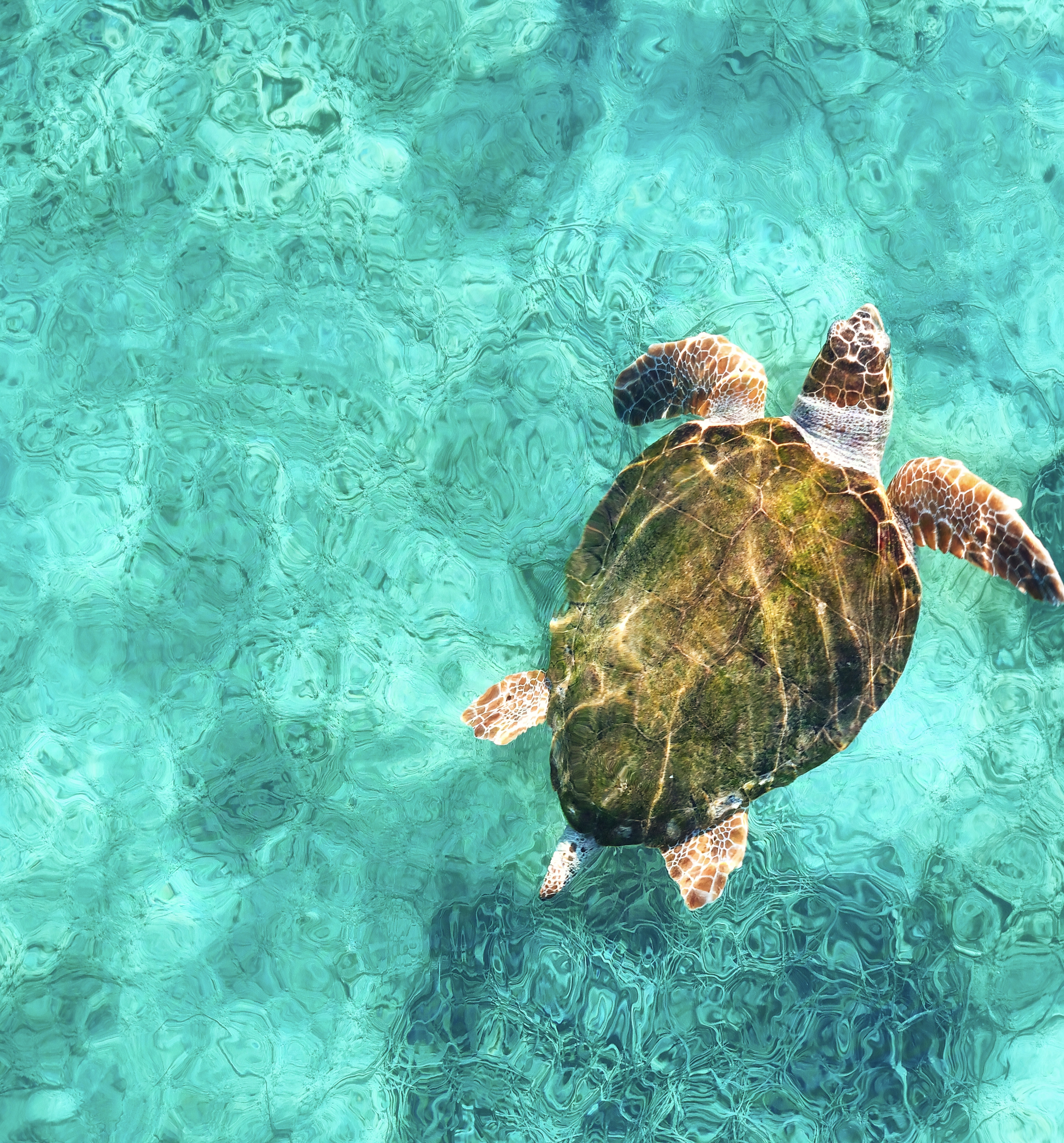
Schildkröte

Elafonisos wird durch die Meerenge von Elafonisos von Kythira getrennt, das etwa 4,5 Seemeilen südlich der Insel liegt.

## Geschichte

### Hauptort, Elafonisos

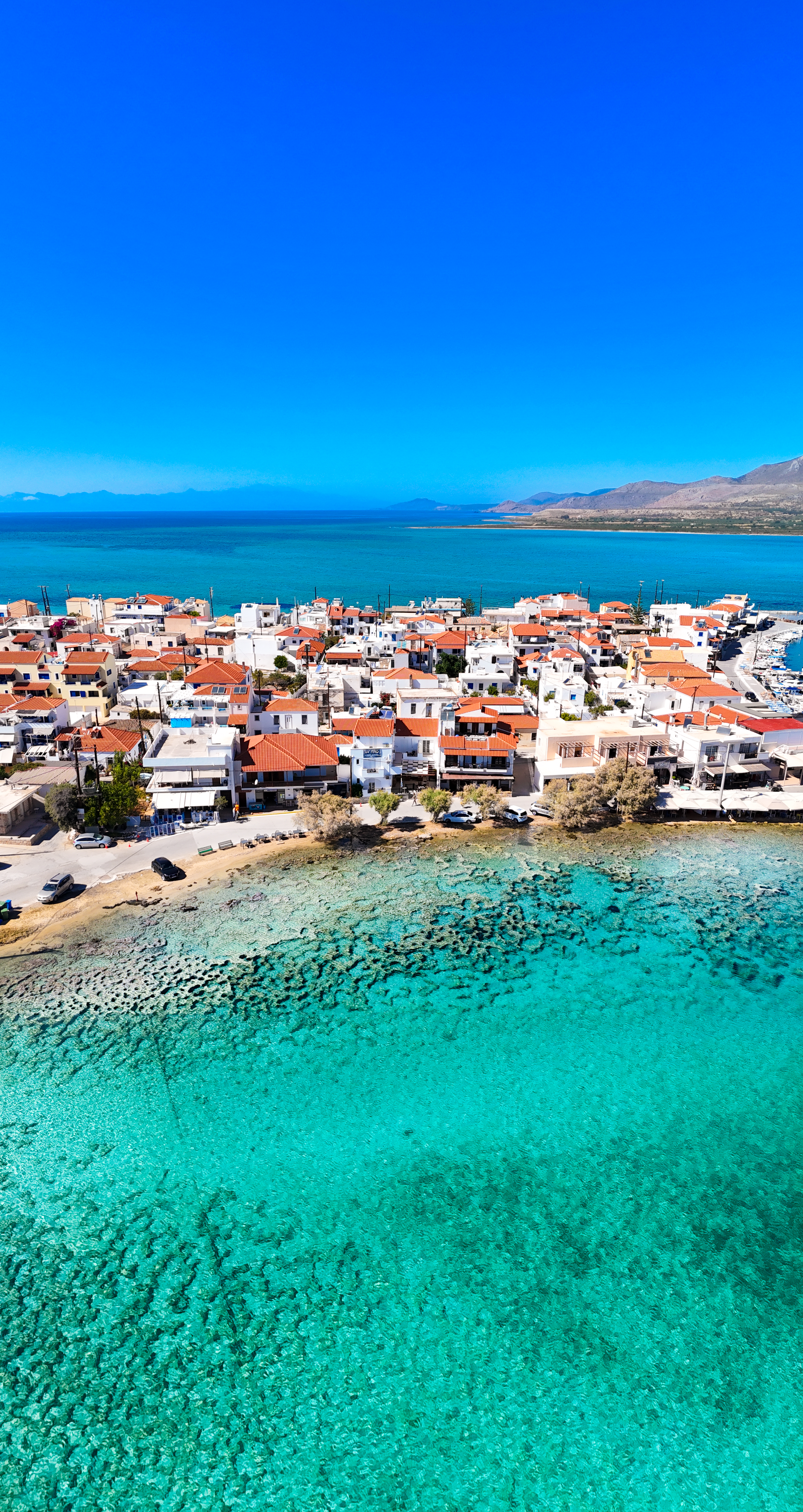

In der Antike war Elafonisos keine Insel, sondern als Halbinsel Onou Gnathos („Eselsgebiss“, abgeleitet aus ihrem Umriss) mit der Peloponnes verbunden. Der heutige Name Elafonisos bedeutet „Hirsch-Insel“: Pausanias berichtet über verschiedene Heiligtümer der Artemis. Man vermutet, dass es die Tiere der Göttin in der Gegend gab. In Karten der Republik Venedig vom 15. Jahrhundert wird die Insel als Cervi (italienisch: „Hirsche“) bezeichnet. Im 15. und 16. Jahrhundert war die Insel die Basis von Seeräubern, die Schiffe in der Meerenge von Elafonisos zwischen der Insel und Kythira als viel befahrenen Handelsweg überfielen. Zivile Wohnsiedlungen gab es in dieser Zeit nicht. 1837 erließ die Regierung des unabhängig gewordenen Griechenland ein Dekret zur Besiedlung von Elafonisos, was zwischen 1839 und 1849 ernsthafte diplomatische Auseinandersetzungen mit dem Vereinigten Königreich zur Folge hatte, die die Insel für die Republik der Ionischen Inseln beanspruchte. Nach einer Blockade der Griechischen Häfen im Jahre 1850 durch die britische Marine, die Griechenland nur durch weitgehende Reparationszahlungen beenden konnte, wurde der britische Anspruch fallen gelassen. Danach wanderten Siedler vom gegenüber liegenden Festland auf die Insel. Die Beendigung der Piraterie von der Insel aus durch die griechische Marine war der wesentliche Faktor, um die Besiedlung zu ermöglichen.

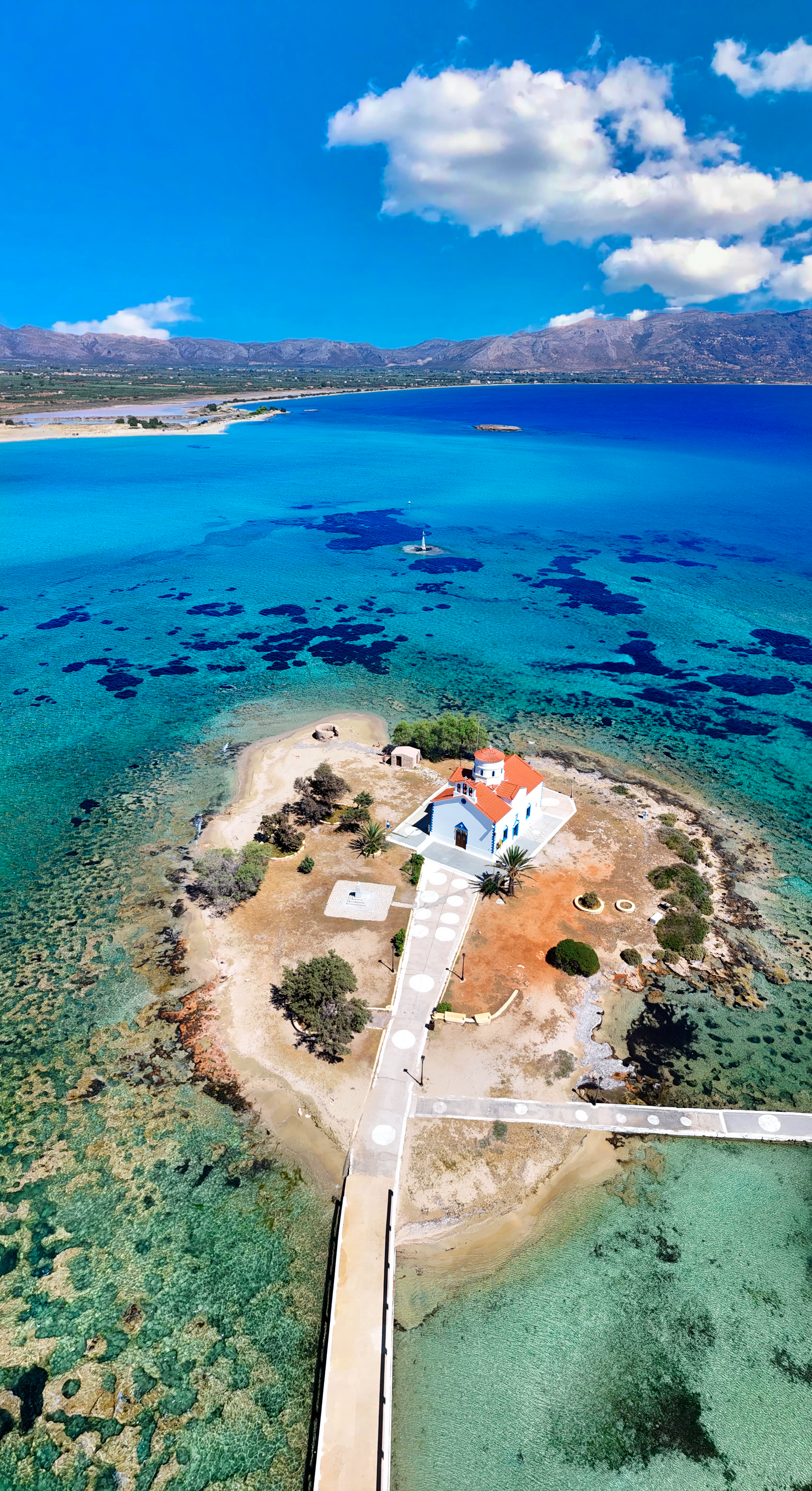

Die gleichnamige winzige Insel Elafonisi im Südwesten Kretas verdankt angeblich ihren Namen Fischern aus Elafonisos, die diesen Namen wegen der Ähnlichkeit des grüngoldenen Meeres der Gegend mit dem Meer in Elafonisos wählten.

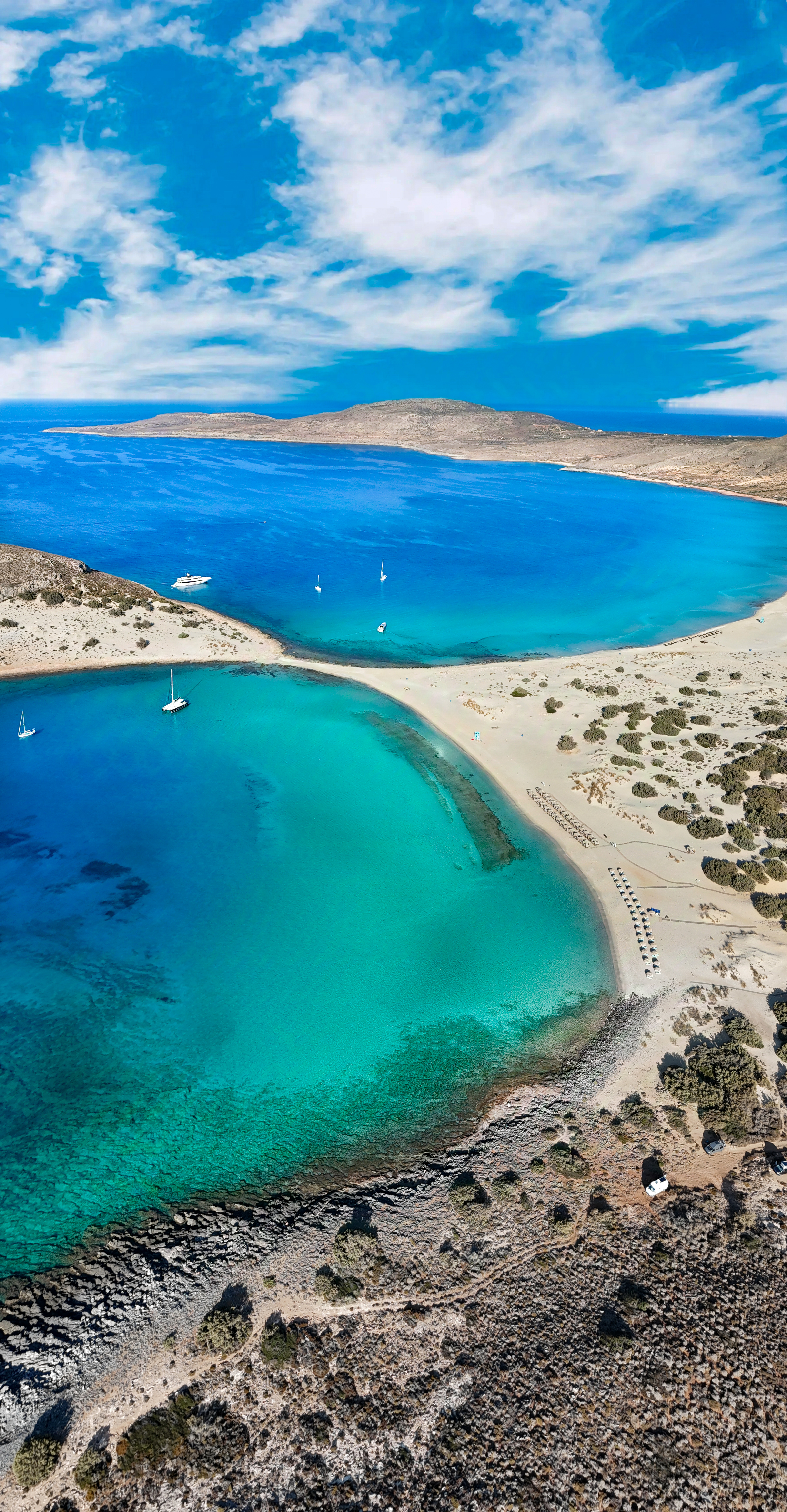

## Galerie

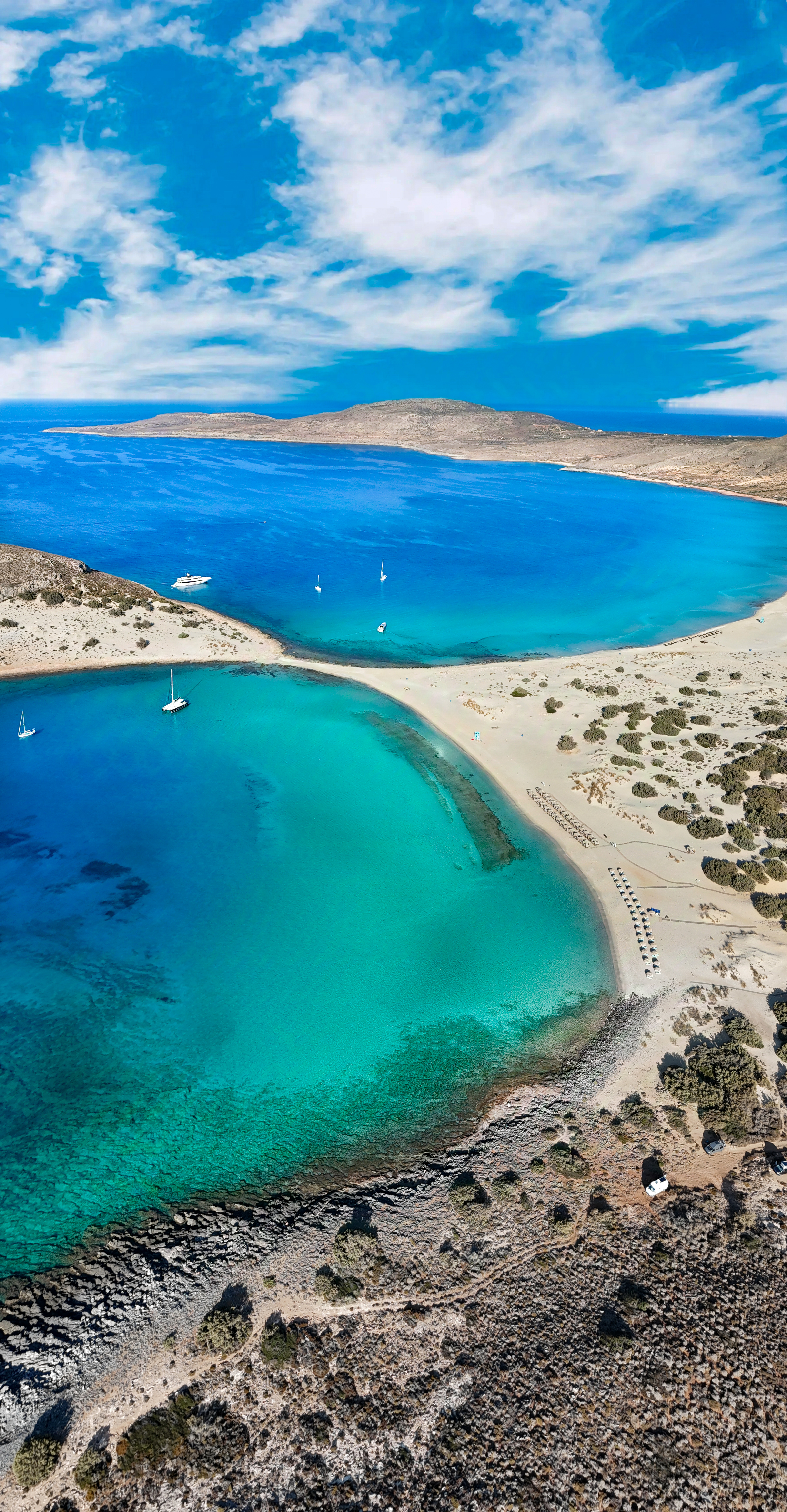
Simos Beach
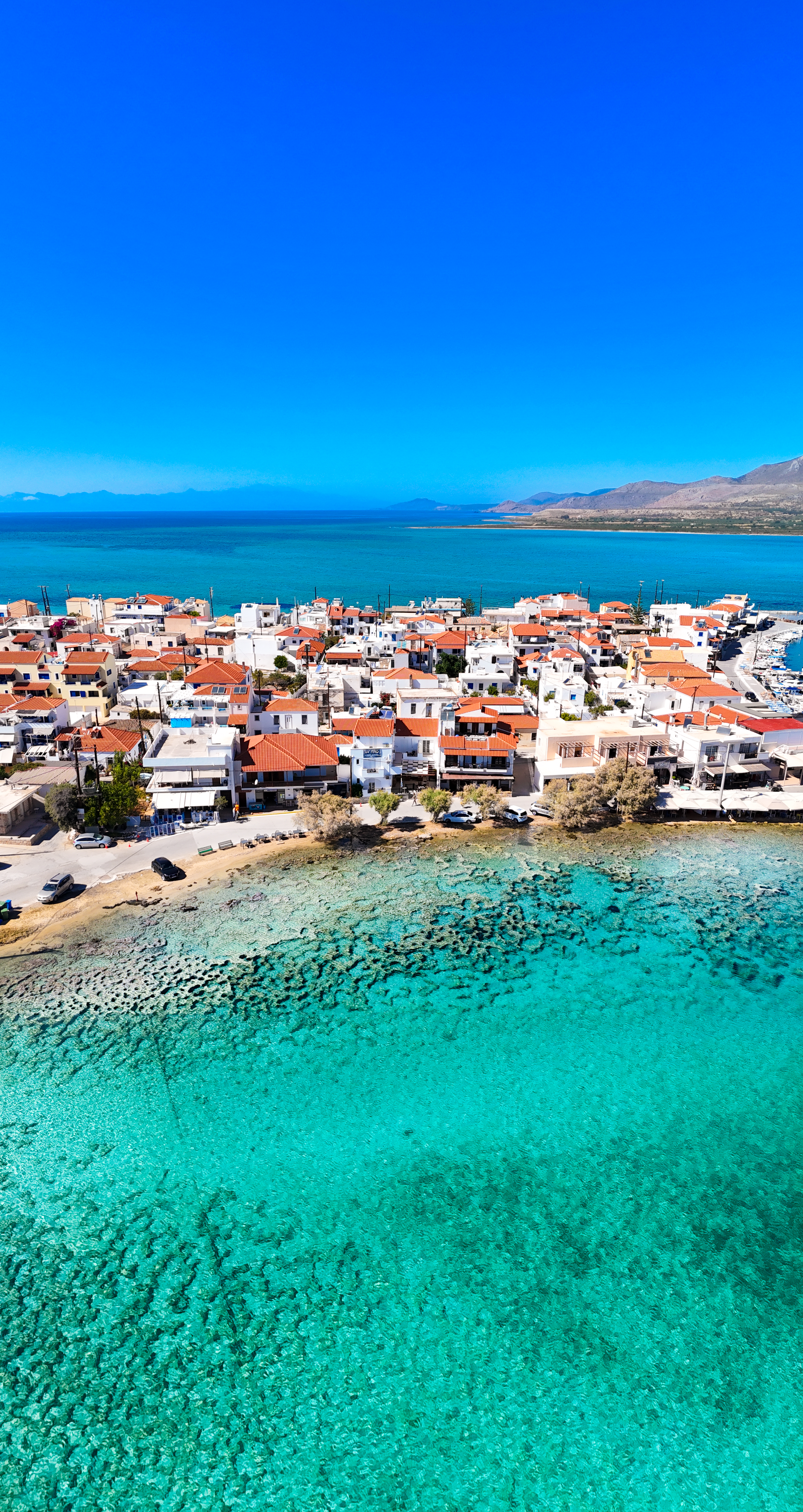
Elafonisos Humeniuk
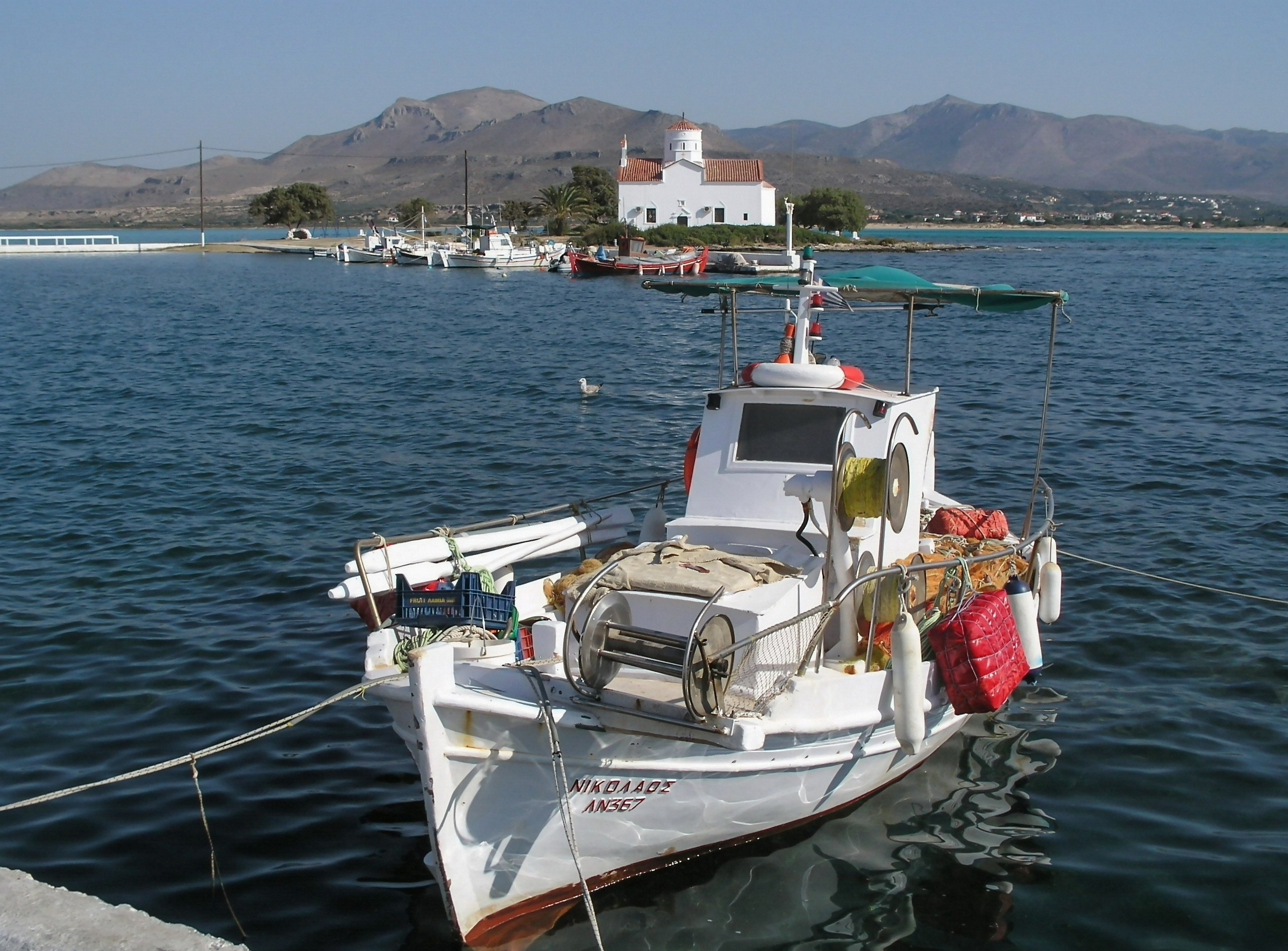
Blick von Elafonisos auf das Festland

## Wirtschaft
Neben einer der immer noch größten Fischfangflotten in der Ägäis und dem traditionellen Schiffbau ist vor allem der Sommertourismus der entscheidende Wirtschaftsfaktor der Insel. Im Winter leben hier nur wenige hundert Leute, aber im Juli und August kommen jeden Tag etwa 5000 Besucher. Der Hafen von Elafonisos beherbergt eine große Zahl traditioneller Fischerboote. Die vier wichtigsten Strände der Insel sind Sarakiniko, Simos, Lefki und Panagias.